# (5504) Lanzerotti
(5504) Lanzerotti es un asteroide perteneciente al cinturón de asteroides, descubierto el 22 de marzo de 1985 por Edward Bowell desde la Estación Anderson Mesa ubicada en el (condado de Coconino, cerca de Flagstaff, Arizona, Estados Unidos).

## Designación y nombre
Designado provisionalmente como 1985 FC2. Fue nombrado Lanzerotti en honor de Louis J. Lanzerotti, físico espacial estadounidense, con motivo de la finalización tras seis años como presidente de la Junta de Estudios Espaciales de la Academia Nacional de Ciencias de los Estados Unidos. Lanzerotti ayudó a sentar las bases experimentales de nuestra comprensión de las partículas y ondas energéticas en los cinturones de Van Allen y en la magnetósfera de la Tierra, y sus mediciones de partículas energéticas solares aclararon su propagación en el medio interplanetario y la corona solar. Sus experimentos sobre el bombardeo de protones con hielo se aplicaron a las características espectroscópicas de los granos interestelares, los núcleos de los cometas, los asteroides y los satélites helados en las magnetosferas planetarias, y mostró que el color oscuro de algunos de estos objetos era el resultado de las interacciones con la radiación de partículas.

## Características orbitales
Lanzerotti está situado a una distancia media del Sol de 2,614 ua, pudiendo alejarse hasta 2,801 ua y acercarse hasta 2,428 ua. Su excentricidad es 0,071 y la inclinación orbital 13,67 grados. Emplea 1544,39 días en completar una órbita alrededor del Sol.

## Características físicas
La magnitud absoluta de Lanzerotti es 12,6. Tiene 7,167 km de diámetro y su albedo se estima en 0,261. 